# Миллер, Дон
Дональд Джин Миллер (англ. Donald Gene Miller, более известный как Дон Миллер; род. 28 декабря 1954, Лансинг, штат Мичиган) — американский серийный убийца, совершивший серию из 6 нападений на территории города Лансинг (штат Мичиган) в период с 1 января 1977 года по 16 августа 1978 года, в результате которых было убито четыре девушки. В результате соглашения о признании вины Миллер избежал уголовного наказания в виде пожизненного лишения свободы и в 1978 году был приговорен к 50 годам лишения свободы. Миллер является одним из немногих американских серийных убийц, которые в случае полного отбытия уголовного наказания может оказаться на свободе.  Известен под прозвищем «Серийный убийца из Восточного Лансинга» (англ. «East Lansing serial killer»).

## Биография
Дональд Миллер родился 28 декабря 1954 года на территории города Лансинг (штат Мичиган) в семье Джина и Элейн Миллер. Семья Дональда проживала в восточном районе города под названием Ист-Лансинг, населённом представителями среднего класса общества. Оба родителя Миллера вели законопослушный образ жизни, не имели проблем с законом и вредных привычек, отрицательно влияющих на быт, здоровье сына и благосостояние семьи в целом, благодаря чему Дональд рос в социально-благополучной обстановке без психотравмирующих ситуаций и последствий. Миллер посещал школу  «East Lansing High School», которую окончил в 1973 году. В школьные годы Дональд не имел проблем с успеваемостью и несколько лет играл на тромбоне в школьном духовом оркестре. Он не был замечен в проявлении девиантного поведения, посещал церковь, не злоупотреблял алкогольными напитками и не был замечен в употреблении наркотических веществ, вследствие чего пользовался определенной популярностью в школе и имел множество друзей и подруг. В начале 1970-х Миллер познакомился с Мартой Сью Янг, которая вскоре стала его девушкой. После окончания школы Дональд Миллер поступил в Университет штата Мичиган, где начал изучать уголовно-процессуальное право. Во время учебы в университете Миллер продолжал поддерживать интимные отношения с Мартой Сью Янг и в свободное от занятий время подрабатывал охранником в одной из местных компаний.

## Серия убийств
В конце 1976 года Дональд Миллер предложил своей невесте 19-летней Марте Сью Янг обручиться, на что она ответила согласием. Однако в конце декабря того же года девушка разорвала отношения с Миллером и отказалась выходить за него замуж. С целью восстановить отношения с бывшей невестой, Дон Миллер предложил Марте Янг провести с ним вечер во время празднования «Нового года», на что она снова ответила согласием. В ранние часы 1 января 1977 года Дон Миллер совершил нападение на Марту Янг, в ходе которого задушил ее. После того как Янг не вернулась домой, родители девушки обратились в полицию. В ходе расследования были найдены свидетели, которые заявили о том, что Миллер был последним кто видел Марту живой, вследствие чего он был задержан представителями правоохранительных органов и подвергнут допросу. В ходе допроса Дональд вынужденно признал тот факт, что празднование «Нового года» провел в компании Марты Янг, но он настаивал на том, что около 2 часов утра отвез девушку на порог ее дома, после чего уехал и к исчезновению девушки не имеет никакого отношения. Так как труп Марты Янг на тот момент обнаружен не был, а улик изобличающих Миллера в совершении преступления найдено не было, его в конечном итоге были вынуждены отпустить.
20 октября 1977 года двое охотников нашли одежду и сумочку Марты Янг на территории лесистой местности возле озера  в городе Бат. Нижнее белье девушки было обнаружено аккуратно сложенным в нижнюю часть ее одежды, вследствие чего полиция предположила, что преступник после убийства Янг провел постмортальные манипуляции с ее телом и ее одеждой. Второе убийство Миллер совершил 15 июня 1978 года. Жертвой стала 27-летняя Марита Шокетт, помощник редактора на телеканале «WKAR-TV», которой Дональд в ходе нападения нанес 17 ножевых ранений. После совершения убийства, Миллер провел на ее трупом постмортальные манипуляции, в ходе которых отрезал кисти ее рук. Тело Шокетт Миллер отвез на территорию города Алаэдон Тауншип, где забросал его блоками.
27 июня 1978 года Дональд Миллер совершил свое третье убийство. Жертвой стала  21-летняя Венди Буш, студентка Университета штата Мичиган. В ходе расследования исчезновения девушки были найдены свидетели, которые заявили что Венди Буш перед своим исчезновением была замечена на территории кампуса университета с молодым высоким белым мужчиной. 
Следующей жертвой серийного убийцы стала 30-летняя Кристин Стюарт, которую он встретил, когда девушка шла домой из автомастерской 14 августа 1978 года на территории Лансинга. В ходе нападения Миллер задушил Кристин Стюарт, после чего вывез ее труп за пределы Лансинга и сбросил его.

## Арест
16 августа 1978 года, через два дня после совершения убийства Кристин Стюарт, Дон Миллер явился на порог одного из частных домов на территории Лансинга с просьбой воспользоваться телефоном. На тот момент в доме находилась дочь хозяина — 14-летняя Лиза Гилберт. Удостоверившись что девочка в доме одна, Миллер принял решение совершить на неё нападение. Он попросил у девочки карандаш и бумагу, чтобы записать номер телефона, после чего с её позволения прошел с ней внутрь дома, где совершил на нее нападение, в ходе которого избил, связал ее и изнасиловал. С целью избавиться от свидетелей преступления, Дональд совершил попытку удушения Лизы, когда в дом вернулся с прогулки  брат Лизы — 13-летний Рэнди Гилберт.  Брат девушки вступил в противоборство с Доном, благодаря чему Лиза Гилберт сумела сбежать из дома. Так как на ней из одежды были только нейлоновые чулки, которыми были связаны ее запястья и галстук отца на шее, который Миллер использовал в качестве кляпа, Гилберт сразу же привлекла внимание прохожих и проезжающих автомобилистов. В этот момент Дональд Миллер сумел подавить сопротивление Рэнди Гилберта, и совершил попытку удушения подростка, вследствие чего Рэнди потерял сознание. С целью убить мальчика, Дон Миллер нанес Рэнди Гилберту три удара ножом, дважды в грудь и один раз в шею, но несмотря на травмы и обширную кровопотерю, Рэнди Гилберт впоследствии выжил. После совершения попытки убийства Рэнди Гилберта, Дон Миллер скрылся с места преступления на своем  автомобиле марки «Oldsmobile Cutlass» 1973 года выпуска, имевшего коричневый цвет. Однако множество свидетелей заметили Миллера и запомнили номерной знак его автомобиля, после чего заявили об этом в полицию описав при этом детали внешнего вида Дональда. Миллер был арестован всего лишь через час после совершения преступлений в свое квартире, после чего ему были предъявлены обвинения.

## Суд
После ареста Дональду Миллер были предъявлены обвинения в совершении изнасилования Лизы Гилберт и обвинения в попытки убийств Лизы и Рэнди Гилбертов. Во время расследования, полицией были обнаружены многочисленные улики, связывающих Дональда с совершением преступлений, в частности с совершением изнасилования Лизы Гилберт. На теле девочки были обнаружены биологические следы преступника, группа крови которых совпадала с группой крови Миллера. В результате криминалистическо-дактилоскопической экспертизы следствием были обнаружены многочисленные отпечатки пальцев Дональда, которые он оставил на предметах внутри дома и на теле пострадавших. Сам Миллер не признал себя виновным ни по одному из пунктов обвинения. Он заявил что страдает психическим расстройством, в частности раздвоением личности. На основании ходатайства его адвокатов, Миллер был направлен на судебно-психиатрическую экспертизу, по результатам которой он был признан вменяемым. На основании ряда тестов у него был выявлен высокий коэффициент интеллекта и он был замечен в попытке психологического манипулирования судебными психиатрами, проводившими экспертизу и другие виды тестирования. 
Судебный процесс открылся весной 1979 года и продлился две недели. Ряд свидетелей обвинения, в том числе жертвы преступления уверенно идентифицировали в зале суда Дональда Миллера как нападавшего.  На основании различных улик и свидетельских показаний, 8 мая 1979 года Миллер был признан виновным по всем пунктам обвинения, после чего суд назначил ему в качестве уголовного наказания 50 лет лишения свободы с правом условно-досрочного освобождения по отбытии 30 лет тюремного заключения. Во время вынесения приговора Дональд оставался основным подозреваемым в причастности к исчезновению Марты Сью Янг, тело которой на тот момент так и не было обнаружено. Так как Миллер являлся последним кто видел ее живой, прокуратура округа Ингем выдвинула против Миллера обвинение в совершении убийства Марты Сью Янг. Несмотря на то, что основной доказательной базой обвинения послужили свидетельские показания и весьма косвенные улики, вероятность осуждения Миллера была высокой и в случае осуждения он мог получить в качестве уголовного наказания пожизненное лишение свободы. 13 июля того же года с помощью своих адвокатов Дональд Миллер обратился к представителям прокуратуры округа Ингем с предложением заключить соглашение о признании вины, которое было принято. В обмен на снятие обвинения в совершении убийства первой степени и в обмен на отмену вынесения уголовного наказания в виде пожизненного лишения свободы, Миллер согласился признать себя виновным в совершении четырех убийств и показать полиции места, где им были сброшены тела трех убитых девушек.
16 июля 1979 года Миллер под конвоем был этапирован на территорию города Бат, где на территории местного парка он показал место расположения останков Марты Сью Янг, после чего он был этапирован на территорию округа Клинтон, где в одной из дренажных канав он показал следователям место расположения останков Кристин Стюарт. Через несколько дней Дон Миллер привел полицию к местонахождению останков последней своей жертвы Венди Буш, которые были найдены на небольшом участке леса на пересечении двух дорог в городе Дельта. На последующих допросах Миллер поведал следователям о том, как развивались события во время совершения убийств. Он заявил что задушил Марту Сью Янг в ранние часы 1 января 1977 года в порыве гнева после того, как в ходе неудачных попыток восстановить с ней отношения девушка заявила Дональду о том, что не испытывает больше к нему сексуального влечения. Венди Буш по словам Миллера была убита  на парковке  между стадионом «Спартан» и одним из близлежащих зданий. Согласно его свидетельствам, он состоял в знакомстве с Венди Буш и в течение нескольких месяцев он несколько раз приглашал ее на свидания. Также он утверждал, что поддерживал дружеские отношения с еще одной жертвой - Маритой Шокетт, с которой он познакомился в «Университете штата Мичиган», где он учился, а Шокетт работала в библиотеке университета. Миллер заявил, что в день убийства  пригласил Мариту на совместный завтрак, после чего убил ее. 
Дональд пояснил, что в ходе совершения убийства связал девушку и надел на ее запястья наручники, которые впоследствии не смог открыть, вследствие чего с целью забрать наручники и уничтожить изобличающие его улики вынужден был отрубить ей кисти рук после того, как она была убита. Описывая детали совершения убийства Кристин Стюарт, Дональд Миллер неожиданно для сотрудников правоохранительных органов заявил, что первоначально не планировал убивать эту девушку. Согласно утверждениям Миллера, Кристин Стюарт была очень похожа на его бывшую невесту Марту Сью Янг, вследствие чего он по ошибке в темное время суток принял её за убитую Марту Янг, после чего, испытав небывалый стресс, сбил Кристин Стюарт на своем автомобиле. После того как Стюарт оказалась на обочине дороги в бессознательном состоянии, Миллер согласно его свидетельствам, удостоверившись что это не Марта Янг — попытался оказать сбитой Стюарт первую медицинскую помощь, но она истекала кровью и не приходила в сознание, вследствие чего Миллер её задушил и погрузил ее труп в салон автомобиля, после чего вывез его на территорию округа Клинтон, где сбросил его в одну из дренажных канав.
На основании условий соглашения о признании вины, обвинения в совершении убийства 1-й степени с Миллера были сняты. Он избежал уголовного наказания в виде пожизненного лишения свободы. Прокуратура округа Ингем предъявила Дону Миллеру несколько пунктов обвинения в совершении непреднамеренного убийства. На судебном процессе Миллер признал себя виновным по всем пунктам обвинения, после чего суд в августе 1979 года назначил Дону Миллеру уголовное наказание в виде 15 лет лишения свободы с правом условно-досрочного освобождения по отбытии 10 лет тюремного заключения. Относительно мягкий приговор и сам факт соглашения о признании вины с серийным убийцей вызвал общественный резонанс в штате Мичиган и за его пределами. Родственники убитых женщин раскритиковали представителей прокуратуры за соглашение о признании вины. Однако окружной прокурор округа Ингем Питер Хоук впоследствии заявил об отсутствии у него выбора на тот момент, так как тела убитых девушек и женщин обнаружены не были, а основной доказательной базой являлись показания ряда свидетелей, чьи показания в суде могли быть подвергнуты сомнению и отклонены, вследствие чего вероятность привлечения Миллера к уголовной ответственности сводилась к минимуму, а судьба пропавших без вести женщин была бы не установлена. 

## В заключении
Отбыв в заключении 10 лет, Дон Миллер в 1989 году получил право подать свое первое ходатайство на условно-досрочное освобождение, но ему было отказано из-за протеста родственников жертв и из-за тяжести совершенных им деяний. Начиная с этого времени и до 1997 года Миллер подавал подобные ходатайства еще 6 раз, но ему всегда было отказано. В 1997 году  члены семей жертв Миллера, жители Лансинга,  представители правоохранительных органов Лансинга и прокуратуры округов Итон и Ингем  сформировали общественную организацию под названием «Комитет общественной осведомленности и защиты», целью которой являлось выявление фактов правонарушений, которые совершил Дональд Миллер, будучи в тюремном заключении. Ведущую роль в организации вела Сью Янг, мать первой жертвы Миллера — Марты Сью Янг. В 1997 году было установлено, что в 1994 году во время обыска камеры Дона Миллера на территории тюрьмы «Kinross Correctional Facility» (округ Чиппева), был обнаружен шнурок, который был конфискован у него как предмет, который может быть использован в качестве орудия убийства во время удушения. 
После установления этого факта, Сью Янг обратилась к представителям прокуратуры округа Чиппева, которые в конечном итоге изучив материалы расследования выдвинули обвинения против Миллера и привлекли его к суду за хранение оружия. Адвокаты Дона Миллера, нанятые его родителями пытались убедить жюри присяжных заседателей в том, что доказательств того что шнурок в камере их подзащитного мог использоваться в качестве орудия убийства, найдено не было, однако вердиктом жюри присяжных заседателей в 1998 году Дон Миллер был признан виновным в совершении этого правонарушения, благодаря чему суд приговорил его к дополнительным 40 годам лишения свободы с правом подачи ходатайства на условно-досрочное освобождение по отбытии 20 лет тюремного заключения. Таким образом в очередной раз Миллеру разрешено было подать подобное ходатайство не ранее октября 2018 года.
В начале 2010-х годов, после того, как многие пенитенциарные учреждения во многих штатах США стали испытывать проблемы с перенаселением заключенных, во многих штатах был проведён ряд судебных реформ с целью уменьшить количество лиц, отбывающих наказание в тюрьмах США. В 2015 году Верховный суд США постановил, что все заключенные, имеющие право на условно-досрочное освобождение, имеют право подать внеочередное ходатайство по отбытии 25 лет тюремного заключения и по достижении 60 лет. Так как Миллер попадал под эту категорию заключенных, в 2016 году он подал внеочередное ходатайство на условно-досрочное освобождение. Родственники жертв и многие представители окружной прокуратуры округа Ингем создали петицию против освобождения Дональда Миллера и отправили её в «Департамент исполнения наказания штата Мичиган». На слушаниях по его делу в августе 2016 года совет штата Мичиган по условно-досрочному освобождению отказал Дону Миллеру в условно-досрочном освобождении. Ему было запрещено подавать подобные ходатайства до августа 2021 года. Крис Гаутц, представитель «Департамента исполнения наказаний штата Мичиган» заявил представителям СМИ о том, что  Миллеру было отказано в условно-досрочном освобождении отчасти из-за его отрицания вины в 1998 году во время его судебного процесса о причастности к хранению запрещенных предметов. Также он заявил, что за годы заключения Миллер не принимал участия в программах по реабилитации сексуальных преступников и не сумел убедить членов совета по условно-досрочному освобождению в том, что он больше не представляет опасности для общества.
В июне 2021 года Дон Миллер в 9-й раз подал ходатайство на условно-досрочное освобождение, но ему снова было отказано и запрещено подавать ходатайства до лета 2022 года.
В начале мая 2022 года 67-летний Дон Миллер подал ходатайство на условно-досрочное освобождение в 10-й раз, но из-за протеста родственников жертв и из-за тяжести совершенных им деяний ему было снова отказано в освобождении. В следующий раз он сможет подать подобное ходатайство в августе 2027 года. 
В случае если Дональд Джин Миллер отбудет свое уголовное наказание полностью, он выйдет на свободу 24 марта 2031 года.